# Наплавний млин

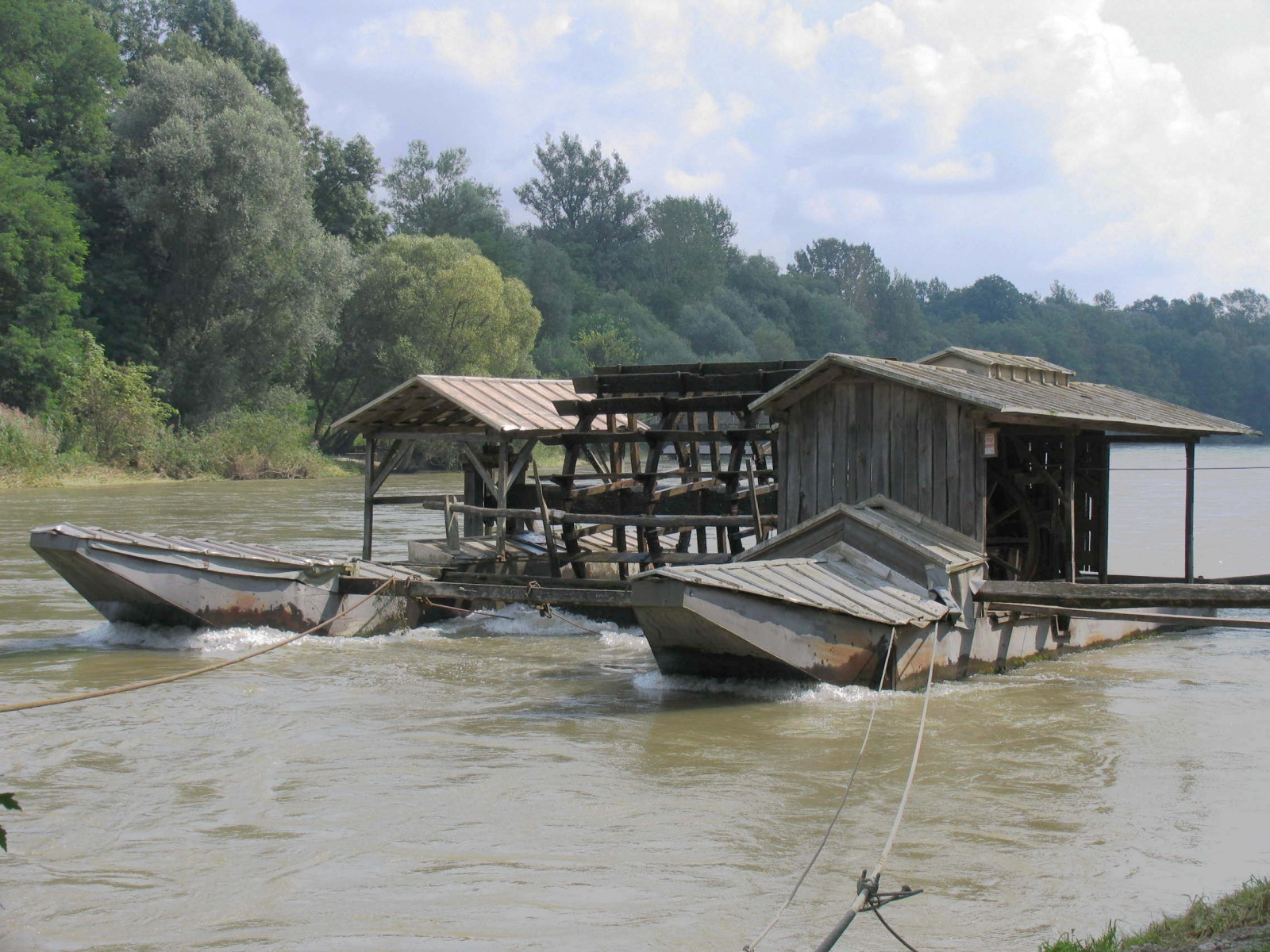
Словенський лодяк.

Наплавни́й млин (заст. лодя́к, плава́к, ладе́нний млин) — плавучий водяний млин, що розміщувався на човнах або плоту.
Цей тип млина активно використовувався на річках Горинь, Десна, Сейм, Прип'ять та Дніпро, а пік його популярності припав на XIX століття.

## Конструкція

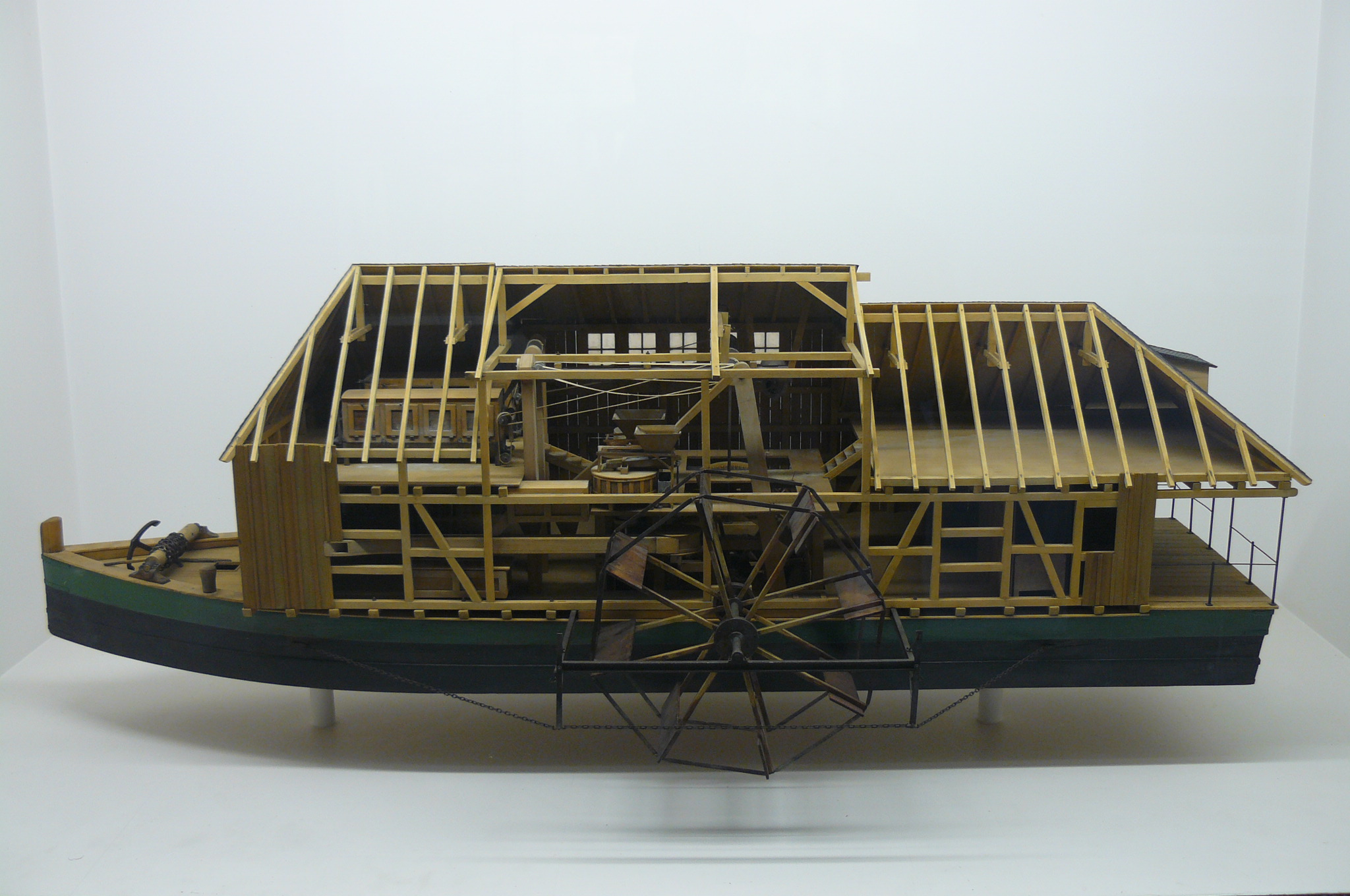
Модель німецького наплавного млина, що діяв на Рейні поблизу Майнца в 1819 році.

Лодяки були відносно простими за своєю конструкцією: підливні колеса встановлювалися на човни або плоти; одне або два жорна з'єднували зубчатою передачею з головним трибом, що знаходився між жорен і крутився валом колеса. Колеса складалися з двох дерев'яних хрестовин, з'єднаних дошками.
Якщо судно було великим, млин розміщували у передній частині. Найчастіше лодяк складався з двох човнів (зазвичай байдаків або гончаків).
Лодяк кріпили на стоянці кодолами. Якщо рівень води у річці зменшувався, млин відв'язували від берега та відпускали ловити течію.

## Історія застосування

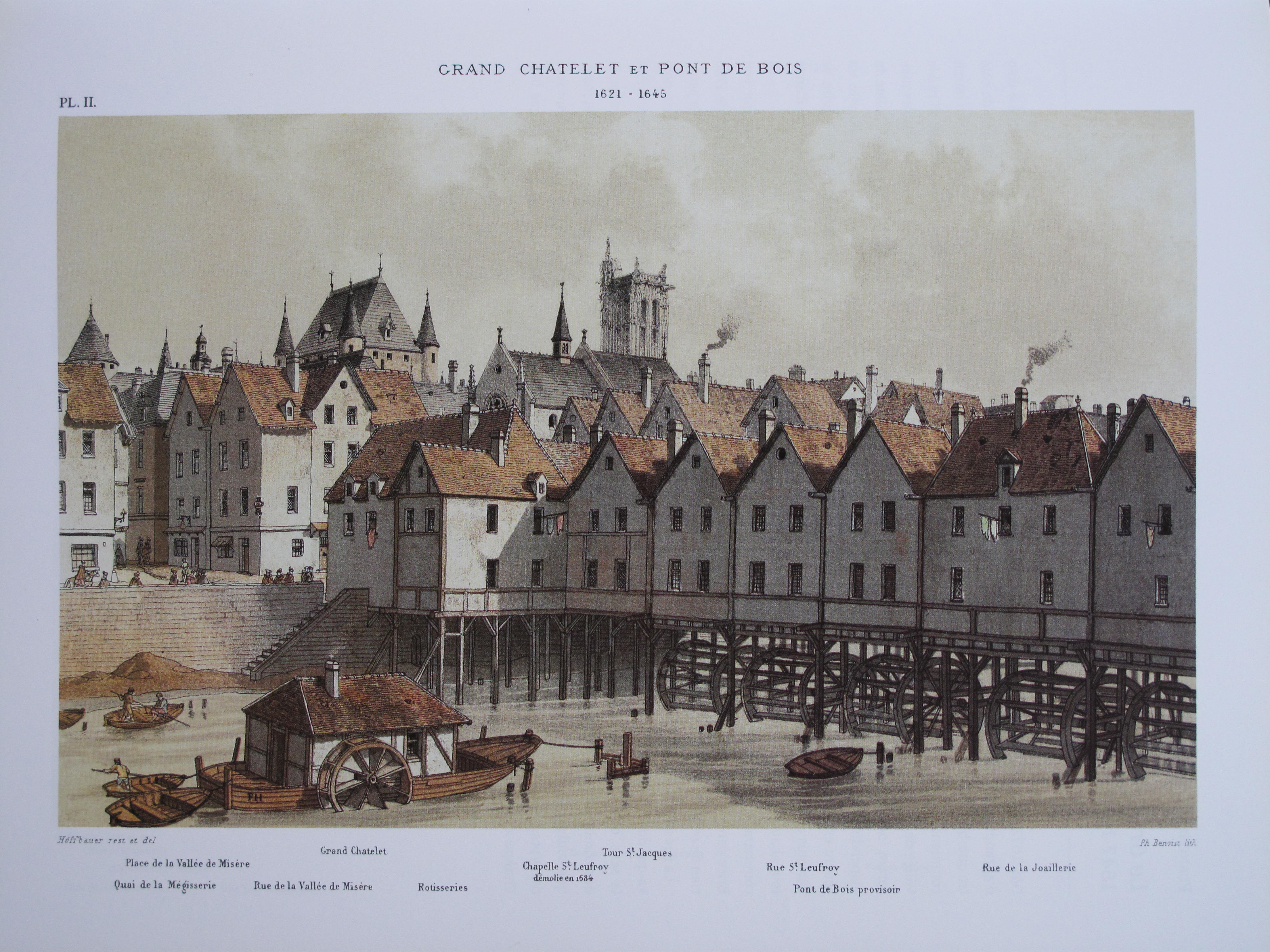
Наплавний млин на Сені, вид Парижа 1621—1645 років.

На Прип'яті подібний млин діяв щонайменше з 1552 року. Існує згадка про лодяк на Дніпрі поблизу Черкас, датована 1666 роком. Київський Розписний список згадує плавучий млин із двох байдаків на Дніпрі біля Києва в 1684 році.

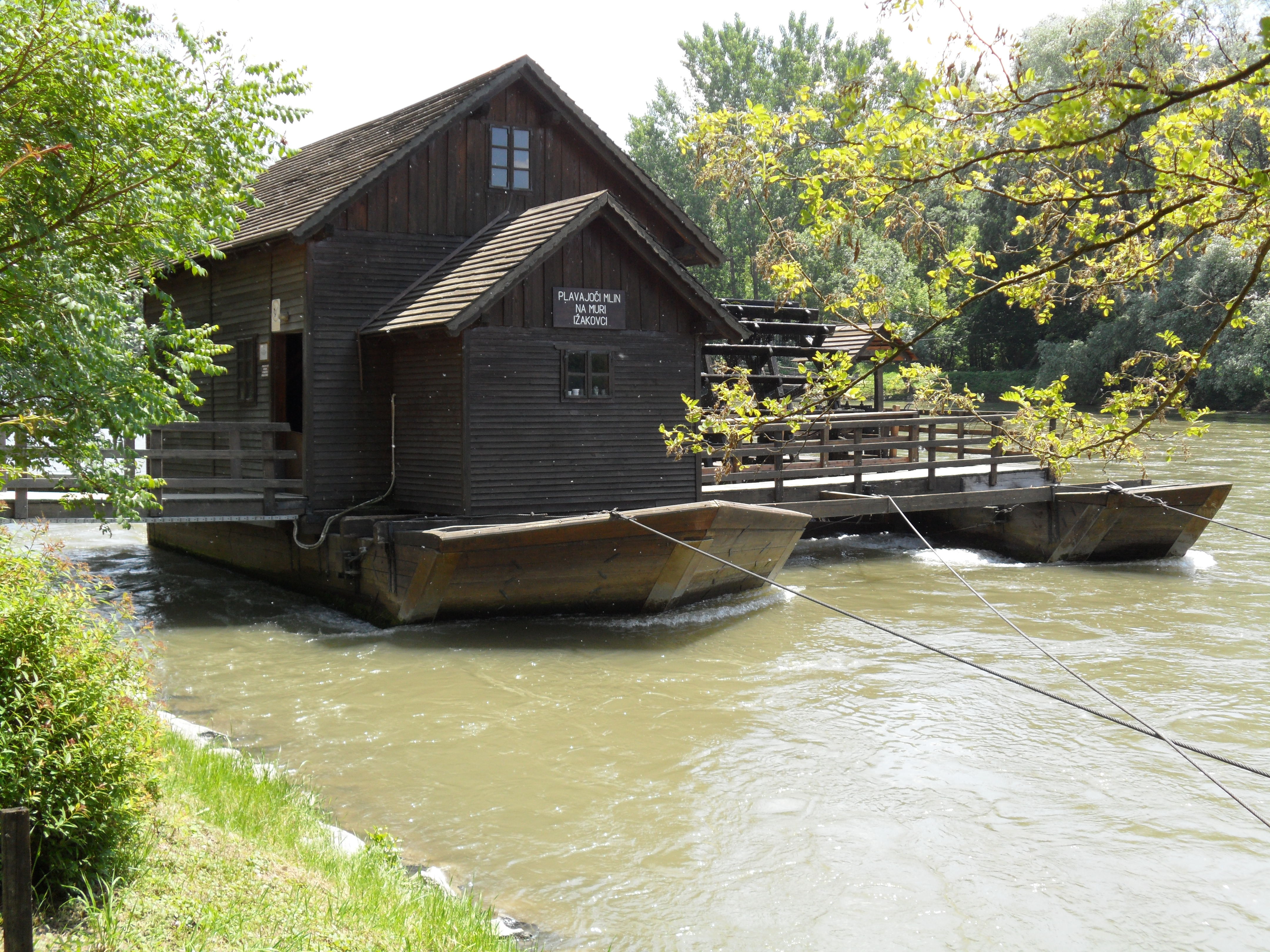
Наплавний млин на річці Мура, Словенія.

Попри давній ужиток, у кінці XVIII століття російський винахідник Іван Кулібін намагався запатентувати лодяк як власний винахід. На початок XVIII століття лодяки зафіксовані в Україні у щонайменше 30 місцях.
На початку ХІХ століття імперська влада у Києві сприяла будівництву лодяків на Дніпрі, оскільки місту не вистачало млинів. На середину ХІХ століття в околицях Києва діяло 19 лодяків, а всього в Київській губернії їх було близько 130. Однак наплавні млини заважали пароплавству, і Дніпровська пароплавна компанія зробила клопотання про заміну наплавних млинів стаціонарними вітряками. Київський губернатор відхилив цю вимогу через загрозу подорожчання борошна, проте використання лодяків усе ж було обмежене дозволеними судноплавними начальниками місцями.
Згодом обмеження посилилися. У кінці ХІХ століття за статтею № 363 Статуту шляхів сполучення всі лодяки, що заважають судноплавству і не переведені у вказане начальством місце, могли бути зруйновані без виплати компенсації їх господарям. А циркуляр від 11 січня 1883 року забороняв розміщувати лодяки на головних течіях річок; в місцях, позначених знаками судноплавства; в місцях розвантаження і навантаження пароплавів, а також там, де відомство шляхів сполучення веде роботи.
Парові агрегати почали тіснити млини з природним джерелом енергії, проте малі підприємства продовжували використовувати їх. У селі Кричильськ, що на Рівенщині, лодяк на плоту з бочок плавав по Горині до 1937 року. Поблизу Хотина лодяки працювали до кінця 1950-х років.